# Lesche
Lesche (in greco antico: Λέσχης?, Léschēs; Pirra, VIII secolo a.C. – VII secolo a.C.) è stato un poeta greco antico, una figura semi-leggendaria, considerato l'autore della Piccola Iliade, poema epico che faceva parte del Ciclo Troiano.

## Biografia
Secondo la tradizione comunemente accettata nacque a Pirra sull'isola di Lesbo e operò attorno al 660 a.C. ( altre teorie lo inquadrano storicamente una cinquantina d'anni prima). Potrebbe anche esser nato a Mitilene, sull'isola di Lesbo, o avervi trascorso parte della sua vita e della sua carriera, dato che Proclo si riferisce a lui come "Lesche di Mitilene".

## Piccola Iliade
Il suo perduto poema epico, la Piccola Iliade suddivisa in quattro libri, riprende la storia dell'Iliade di Omero e inizia con la contesa tra Odisseo e Aiace Telamonio per aggiudicarsi le armi di Achille. Si conclude secondo l'epitome di Proclo con la festa dei Troiani attorno al cavallo di legno , mentre secondo Aristotele  termina con la caduta della città.
Alcune antiche fonti attribuiscono invece l'opera a uno Spartano di nome Cinetone di Sparta oppure a Omero stesso.